# Río Pérez (Seno Skyring)
El río Pérez es un curso natural de agua que fluye en la Región de Magallanes, Chile con dirección general sur hasta desembocar en el seno Skyring.

## Trayecto
El río Peréz nace en la cordillera Vidal cuyas cumbres más altas sobrepasan los 700 m s. n. m. con lo que sus flujos son continuos durante todo el año. El río es fuente de recursos superficiales más importantes de esta área.: 3–8 

## Caudal y régimen
El origen de las aguas se encuentra a más de 700 m de altitud, lo que asegura un flujo durante todo el año. La mediana de su caudal anual (50% probabilidad de excedencia) es de 6,1 m³/s.: 124 

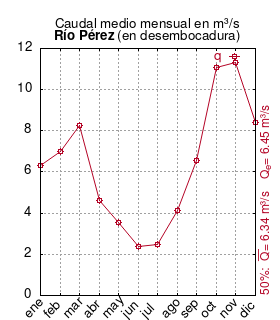
Curva de caudales mensuales promedio en la desembocadura del río.

## Historia
Luis Risopatrón lo describe brevemente en su Diccionario Jeográfico de Chile de 1924:: 395 
Pérez (Río). Recibe las aguas de la falda W de la cordillera Vidal, corre hacia el S en un valle cubierto completamente de bosques i afluye a la ribera N de las aguas de Skyring con 25 a 30 m de ancho i 2 m de profundidad; transporta troncos de árboles i los deposita en un banco que ha formado al lado E de su desembocadura. Del apellido del guardiamarina de la "Magallanes" en la esploración de 1877, señor Onofre Pérez G.